# Ileana (Călărași)
Ileana é uma comuna romena localizada no distrito de Călăraşi, na região de Muntênia. A comuna possui uma área de 118.66 km² e sua população era de 3308 habitantes segundo o censo de 2007.